# Творчество (роман)
«Творчество» (фр. L'Œuvre; дословно — Работа (как произведение искусства)) — четырнадцатый роман французского писателя Эмиля Золя, входящий в двадцатитомный цикл «Ругон-Маккары».
Произведение публиковалось с 1885 по 1886 год в журнале «Gil Blas». Впервые было опубликовано отдельной книгой в 1886 году.
В центре романа — зарождение импрессионизма, то время, когда это течение отвергалось критиками.
Часто говорят о том, что роман стал причиной разрыва дружеских отношений между Эмилем Золя и Полем Сезанном. Это утверждение ставится под сомнение.

## Сюжет
Сюжет романа охватывает около 15 лет, заканчиваясь в 1870 году.
Главный герой романа — Клод Лантье (имеет сходство с Полем Сезанном) — художник-новатор, который вместе со своим другом детства Сандозом (имеет сходство с Эмилем Золя) и другими друзьями-единомышленниками решает бросить вызов существующим канонам, которые не готовы принимать новое искусство (импрессионизм). Каждый из них стремится как-то реализовать себя. Сандоз добивается успеха, Лантье — нет, он идёт от одних неудач к другим, оставаясь непонятым публикой и часто своими друзьями.
Роман — это ещё и история любви. Однажды Клод Лантье встретил молодую женщину по имени Кристин, с которой он разделит свою жизнь, свои неудачи.
Лантье долгое время до безумия одержим своей главной картиной. Для того чтобы работать над ней, он бросает жену.
Герой не заканчивает полотно и вешается.

## Творческая история

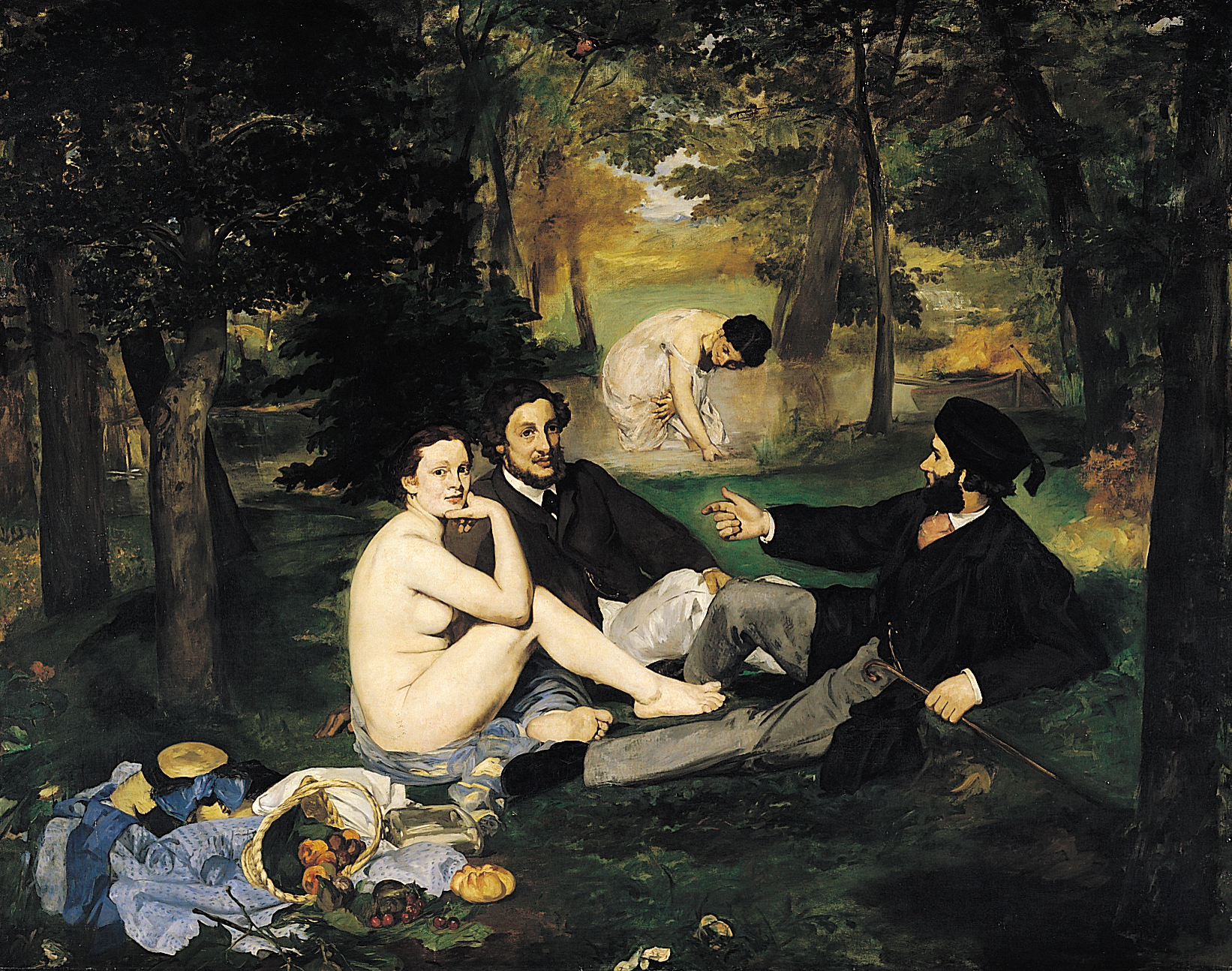
Э. Мане. Завтрак на траве. 1863. Холст, масло. Музей Орсе, Париж

Золя начал писать роман в мае 1885 года и закончил через девять месяцев. 23 февраля 1886 года он сообщает своему другу Анри Сеару:
Мой дорогой Сеар, лишь сегодня утром разделался с „Творчеством“. Это книга, в которой я запечатлел свои воспоминания и выплеснул душу…
Подготовительные материалы к роману, хранящиеся в Национальной библиотеке в Париже, составляют объёмный том в четыреста семьдесят пять страниц. Они содержат: план романа, характеристики персонажей, заметки о Салоне, о торговцах картинами, о художниках, скульпторах, архитекторах и др., заметки о музыке и музыкантах, о Париже и многое другое.

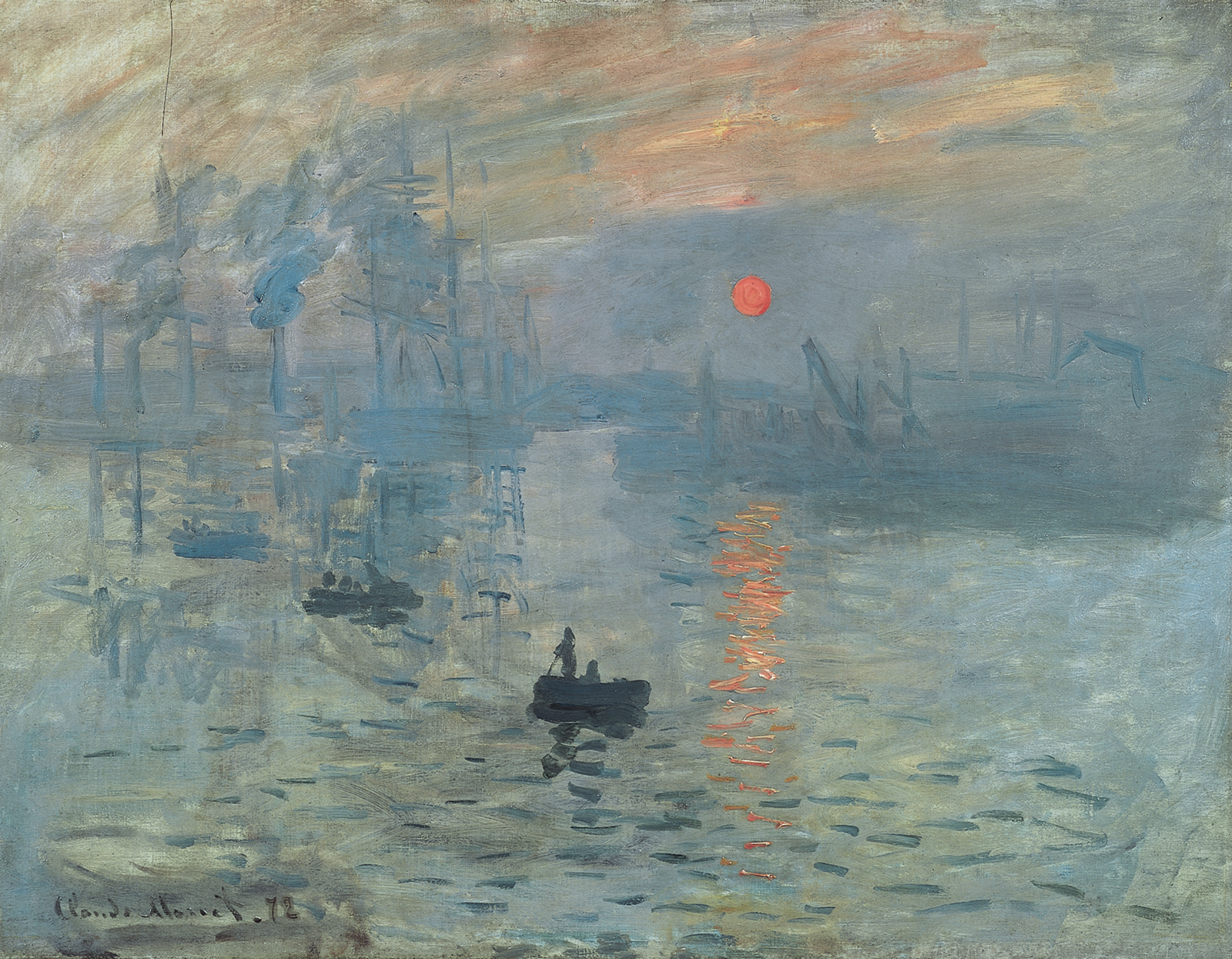
К. Моне. Впечатление. Восходящее солнце. 1872. Холст, масло. Музей Мармоттан-Моне, Париж

Золя был большим любителем искусства, его чрезвычайно интересовали новые направления в искусстве, и как журналист он активно участвовал в дискуссиях, касавшихся импрессионизма. Писатель хорошо знал среду художников, реалии их жизни.
В основу сюжета «Творчества» легли некоторые реальные события и факты из жизни писателя и друзей его юности — Сезанна и Байля, а также Эдуарда Мане, Клода Моне и других. Содержание романа связано с той полемикой, которую в 60-х годах писатель вёл в защиту группы молодых живописцев. В 1866 году, в канун открытия Салона — традиционной выставки изобразительного искусства, — в печати появились две нашумевшие статьи тогда ещё мало кому известного критика Эмиля Золя. В этих статьях он упрекал жюри, отбиравшее картины для выставки, в том, что оно не пожелало дать публике возможность увидеть «смелые, полнокровные картины и этюды, взятые из самой действительности». В Салоне, указывал Золя, полотна талантливых живописцев не представлены только потому, что их творчество отрицает окостеневшие традиции академической школы и тем самым подрывает престиж влиятельной касты.
На создание романа повлиял «Неведомый шедевр» Бальзака, который Золя считал точной метафорической интерпретацией судьбы художника.

## Оценка
- Исследователь Д. А. Попов: «<…> если поначалу Золя терпимо относился к экспериментам своих старых друзей [импрессионистов], то с годами он прекратил с ними отношения, считая, что поздний импрессионизм ставит перед собой задачи, которые не в состоянии решить. Роман „Творчество“, выпущенный Золя в 1886 году, подвел своеобразную черту под его сотрудничеством с этим движением»[3][4].
- В учебнике по истории зарубежной литературы конца XIX — начала XX века под редакцией В. М. Толмачёва представлены такие размышления: «Клод Лантье, несмотря на все свое подвижничество, так и не способен на самопознание, он и его живопись бессильны перед стихийным началом в природе… Таковы по-своему и другие натуралистические персонажи — они имеют четкий силуэт, но при этом не наделены внутренней самостоятельностью, душой, в результате чего являются пассивной стороной, подчинены сверхличным энергиям и силам».